# 北票翼龍屬
北票翼龍（意為「（來自）北票的翼」），是翼龍目梳頜翼龍超科的一屬，發現於中國遼寧省北票市的義縣組地層，年代為白堊紀的巴列姆階。模式種為陳氏北票翼龍（B. chenianus），是以已故中國古生物學家陳丕基為名，化石僅包含大部分的脊椎、完整的翼、以及兩個後肢。北票翼龍的翼展為一公尺，身長為55公分。北票翼龍的外表可能與梳頜翼龍類似。